# ايمانويل باربرا
ايمانويل باربرا (بالإنجليزية: Emanuel Barbara) هو كاهن كاثوليكي مالطي، ولد في 27 أكتوبر 1949 في غزيرا في مالطا، وتوفي في 5 يناير 2018 في ماليندي في كينيا.